# Дирдин
Ди́рдин — село в Україні, у Черкаському районі Черкаської області, у складі Городищенської міської громади. Населення — 1 357 чоловік, дворів 749.

## Географія
Селом протікає річка Луценків.
Село розташоване на берегах річки Вільшанки на південь від районного центру — міста Городище.

## Історія
Згідно з легендою, Дир і Дин були двома братами-вояками, які жили у давнину на території, де зараз розташоване село Дирдин. Вони були дуже близькими та вірними друзями, і разом зі своїм військом захищали свою землю від нападів ворогів.
Одного разу, коли їхній народ знову опинився під загрозою, Дир та Дин вирішили піти на бій, щоб захистити своїх людей. Перед відправкою на війну вони пообіцяли одне одному, що якщо хтось із них не повернеться з бою, то інший назве на честь нього засноване село.
За багато років війська Дира та Дина зуміли перемогти численних ворогів і забезпечити мир на своїй землі. Однак, на жаль, під час бою загинув сам Дир. Тоді його брат Дин згадав свою обіцянку.
Тож Дин вирішив виконати свою клятву та назвати на честь свого брата засноване село Дирдин. Таким чином, Дир та Дин стали символами вірності, дружби та патріотизму для всієї громади, яка проживала на території села.
Село постраждало внаслідок геноциду українського народу, проведеного окупаційним урядом СССР 1923—1933 та 1946–1947 роках.
5 серпня 2018 року у селі Дирдин освячено УПЦ КП храм на честь великомученика і цілителя Пантелеймона.

## Населення
Згідно з переписом УРСР 1989 року чисельність наявного населення села становила 1513 осіб, з яких 666 чоловіків та 847 жінок.
За переписом населення України 2001 року в селі мешкало 1436 осіб.

### Мова
Розподіл населення за рідною мовою за даними перепису 2001 року:
| Мова       | Відсоток |
| ---------- | -------- |
| українська | 97,92 %  |
| російська  | 1,67 %   |
| білоруська | 0,21 %   |
| молдовська | 0,07 %   |

## Топоніми
Західна частина села називається Будківка. Тут колись був степ, де випасали худобу, а для пастухів збудовано будку.
Поселення на лівому березі річки Вільшанки від центру, у напрямку цукрового заводу, називається Петрухівка, де найбільше було поселенців за прізвищем Петруха.
Поселення від центру в напрямку села Хлистунівки називається Дирдин, а людей, що проживають на вул. Устима Жука, називають церквянами, тому й донині на цій вулиці проживають переважно сім'ї з прізвищем Дирда, а ще тому, що в цій частині була збудована у XVII столітті перша церква в ім'я великомученика Пантелеймона, котру чумаки перевезли з Калинівки. Другу збудовано на місті старої в 1882 році. Обидві церкви були дерев'яні, мали прекрасний архітектурний стиль і знаходилися в історичному центрі Дирдинського хутора. За радянських часів приміщення церкви використовували під колгоспну комору. Проте в 1978—1979 роках її розібрано і матеріали використано для тваринницьких ферм. Вулицю названо на честь земляка-винахідника Устима Жука. Устим Жук був одним із першовідкривачів гідролізної промисловості.
Правобережна частина села, де тягнеться вулиця, названа іменем односельця, Героя Радянського Союзу Івана Уса, ділиться на дві частини — Симиренчина гребля (завдяки ініціативі Симиренка збудовано греблю через річки Вільшанку та Лолівка, оскільки там жили сім'ї Лоли, які побудували вітряки на Морозовій горі).
Майже у центрі села (платформа Дирдин) зупиняється електричка сполученням Миронівка-Цвіткове-Шевченко-Знам'янка.

## Відомі люди
Одним з відомих людей села є Олександр Лан (Кирило Юхимович Коршак). 21 грудня 1937 року на закритому засіданні виїзної сесії військової колегії Верховного Суду СРСР поета було засуджено до розстрілу, а наступного дня вирок виконано.